# Pernilla Lindgren
Pernilla Lindgren, född 13 februari 1975 i Varberg, är utbildad socionom samt skrivpedagog och är idag verksam i Örebro. Hon är författare framförallt inom genren fantasy och skräck. Hon debuterade 2013 med några e-noveller genom Mörkersdottir förlag och hennes första roman publicerades 2013 via Idus förlag, Alvhilda - uppvaknandet.